# A28 (Portugal)
De A28 of Auto-estrada do Litoral Norte is een autosnelweg in Portugal die van Porto naar Caminha (Vilar de Mouros) loopt. De snelweg is 93 kilometer lang. Het laatste stuk van de snelweg tussen Argela en Vilar de Mouros werd in 2008 geopend.
A1 · 
A2 · 
A3 · 
A4 · 
A5 · 
A6 · 
A7 · 
A8 · 
A9 · 
A10 · 
A11 · 
A12 · 
A13 ·
A13-1 · 
A14 · 
A15 · 
A16 · 
A17 · 
A18 · 
A19 · 
A20 · 
A21 · 
A22 · 
A23 · 
A24 · 
A25 · 
A26 · 
A27 · 
A28 · 
A29 · 
A30 · 
A31 · 
A32 · 
A33 · 
A34 · 
A35 · 
A36 · 
A37 · 
A38 · 
A39 · 
A40 · 
A41 · 
A42 · 
A43 · 
A44 · 
A47 · 
A48 · 
VRI